# Sándor Ferenczi

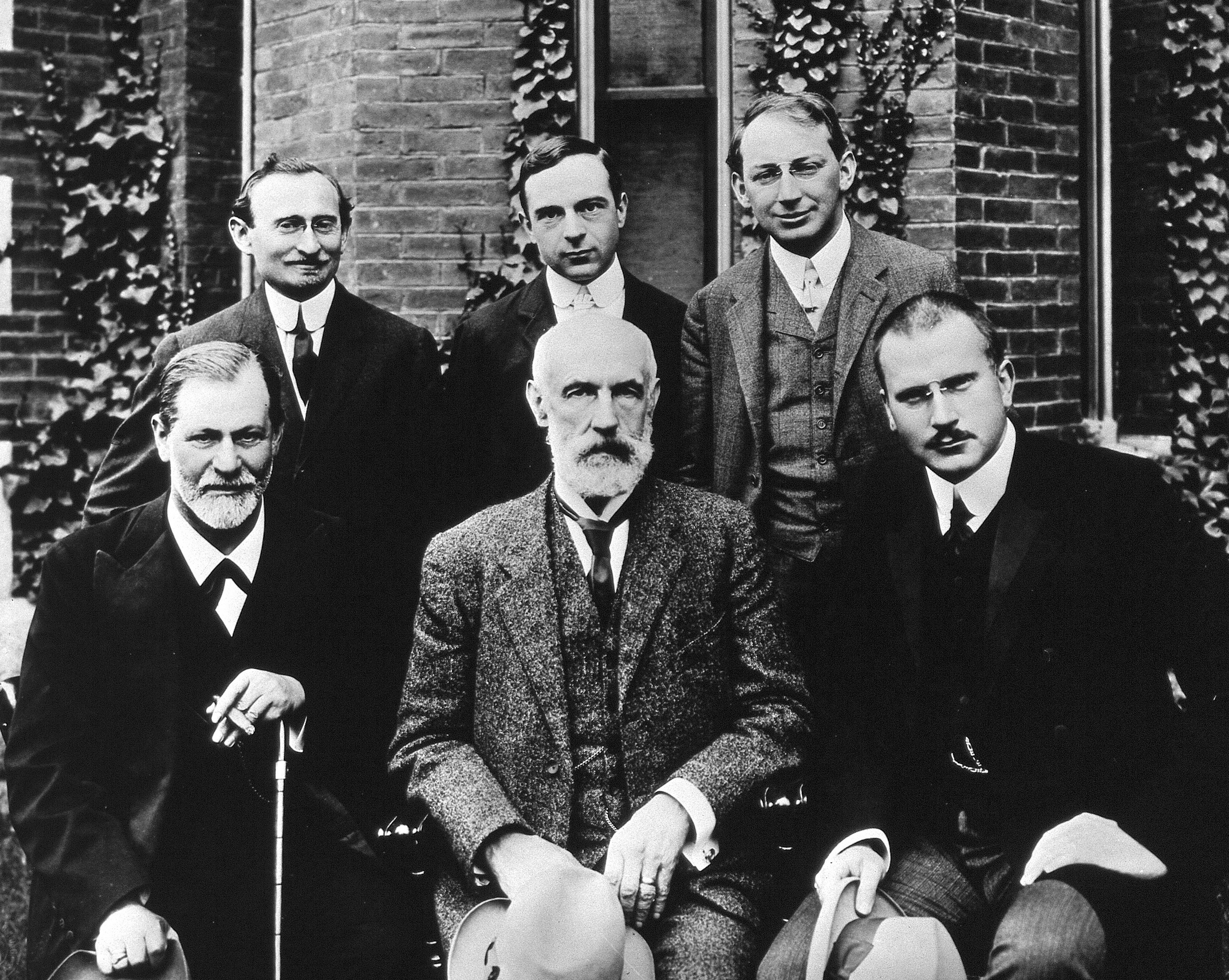
Ferenczi, mais à direita na fileira posterior, com Freud, Carl Jung e outros em 1909.

Sándor Ferenczi ([ˈʃaːndor ˈfɛrɛntsi]) (Miskolc, 16 de julho de 1873 — Budapeste, 22 de maio de 1933) foi um psicanalista húngaro, um dos mais íntimos colaboradores de Freud Tornou-se famoso pelas experiências psicanalíticas.
Nasceu em Miskolc e formou-se em medicina aos 21 anos pela Universidade de Viena. Conheceu Freud em 1908 e já se especializava em neurologia e neuropatologia e depois estudou hipnose. Pertencente à primeira geração da psicanálise, foi um dos organizadores e defensores do movimento psicanalítico, tendo sido dele a ideia de que um pequeno grupo de homens pudesse ser analisado por Freud pessoalmente, para depois transmitir a psicanálise em suas cidades de origem. Essa prática acabou por dar origem à análise didática e, mais tarde, à institucionalização da psicanálise, com a fundação da International Psychonalytical Association – IPA, criada por ele a pedido de Freud. Conhecido por ser um analista eminentemente clínico, se ocupou da teoria do espaço analítico e do lugar do analista, distinguindo-se de Freud, que tratou  mais especificamente  da estruturação do aparelho psíquico.

## Psicanálise e Teoria
Sua produção teórica teve início logo após seu contato com Freud em 1908. Dedicou toda sua obra a questionar a psicanálise, procurando ampliar seus limites terapêuticos e, em suas preocupações, privilegiou o tratamento de psicóticos, de pacientes psicossomáticos e casos-limites, sendo que muitas de suas ideias encontram-se na origem da teoria psicanalítica das escolas inglesa e francesa.
Dentre seus interesses teóricos destacam-se: os temas da introjeção e projeção, a ênfase sobre o papel estruturante do objeto externo no desenvolvimento psíquico, a regressão na cura analítica, a importância dos vínculos – relação mãe e bebê, o impacto do trauma infantil na constituição do sujeito, a distinção do trauma, do traumático e do traumatismo, bem como a clivagem corpo e psiquismo. No desenvolvimento das questões técnicas, propôs a necessidade de contato emocional entre analista e analisando para a efetiva realização de um processo de mudança psíquica; ressaltou a importância da empatia e da contratransferência como paradigma técnico, e a defesa da psicanálise para não médicos.
Cada vez mais, a importância de sua obra tem sido reconhecida pela atualidade das questões abordadas, que se revela no debate do tratamento de vítimas de abuso sexual infantil, em sua proposta de integração do biológico com a psicanálise e na investigação de transtornos graves de caráter, estruturas narcisistas e pacientes limítrofes.

## Cronologia
1899
Publica  numerosíssimos artigos pré-analíticos até 1908, dentre eles, “Espiritismo”, dedicado à transmissão de pensamento.
1904
Chefe do serviço de neurologia.
Torna-se companheiro de Gizella Palos, casada e oito anos mais velha do que ele. Essa ligação era tolerada pelo marido de Gizella, que, entretanto, se recusava a lhe conceder o divórcio. Gizella vivia com suas duas filhas, Magda, casada com o irmão mais novo de Sándor, e Elma, nascida em 1887. Não só Ferenczi tornou-se, analista de sua amante, como também não hesitou em tratar de Elma, quando esta apresentou sintomas de depressão, três anos depois.
1906
Sempre pronto a ajudar os oprimidos, a escutar os problemas das mulheres e a socorrer os excluídos e marginais, tomou, em 1906, a defesa dos homossexuais em um texto corajoso apresentado à Associação Médica de Budapeste.
1908
Em 1908 Ferenczi já participou do I Congresso de Psicanálise em Salzburgo e fez uma conferência sobre "Psicanálise e pedagogia". Depois de ler com entusiasmo “A interpretação dos sonhos”, visitou Freud em um domingo, 2 de fevereiro de 1908, acompanhado de seu colega e amigo Fulop Stein (1867-1917). É o começo de uma longa relação com aquele que se tornaria seu analista, mestre e amigo. Durante um quarto de século, Ferenczi trocaria com o mestre de Viena 1.200 cartas. Freud e Ferenczi compartilharam várias férias de verão.
Ferenczi começa a praticar a psicanálise em Budapeste. Realiza conferências de divulgação da psicanálise para médicos. 
Descobre a existência da contratransferência, explicando a seu interlocutor sua tendência em considerar os assuntos do paciente como seus próprios. Dois anos depois, Freud conceituaria  essa noção, fazendo dela um elemento essencial na situação analítica.
1909
Acompanha Freud em sua célebre viagem aos Estados Unidos, juntamente com Jung, e publica seu primeiro grande trabalho teórico, “Transferência e introjeção”. Nele, introduz o termo introjeção, que Freud retomaria e aprofundaria.
1910
Congresso de Nuremberg. Fundação da Associação Internacional de Psicanálise (IPA). Jung é o primeiro presidente.
1911
Tratamento de Elma, filha de sua futura mulher, Gizella.
No final de 1911, Ferenczi faz algumas semanas de análise com Freud.
1912
Publica: “O conceito de introjeção”.
Interna o poeta húngaro Endre Ady, na sequência de um esgotamento nervoso, sofrido na sequência de um desgosto amoroso.
1913
Publica um caso clínico: “O Pequeno Homem-Galo”.
Novas sessões de análise com Freud.
Mobilização como médico militar.
Esboço de uma teoria do coito e do desenvolvimento genital, que seria posteriormente exposta no livro “Thalassa”.
Cria com Sandor Rado, Istvan Hollos, Lajos Levy e Hugo Ignotus a Sociedade Psicanalítica de Budapeste.
Publica vários artigos importantes, entre os quais “Ontogênese dos símbolos”, “Desenvolvimento do sentido das realidades e seus estágios”. Redige também uma crítica de Metamorfoses e símbolos da libido, de Jung, expondo publicamente sua posição no tocante ao conflito Jung-Freud. Sem ambiguidade, Ferenczi toma o partido deste último.
Membro do Comitê Secreto de Psicanálise a partir de 1913, participa de todas as atividades de direção do movimento freudiano.
1914
Ferenczi analisa duas grandes figuras do movimento psicanalítico: Géza Roheim e Melanie Klein.
Analisa também Ernest Jones, cuja atitude em relação a seu analista seria marcada pela ambivalência.
Fez análise em três ocasiões com Freud, entre 1914 e 1916.
1918
Eleito presidente da Associação Internacional de Psicanálise.
1919
Casamento com Gizella. O casal não teve filhos.
Criada pela primeira vez no mundo, uma cátedra de ensino (a primeira cadeira de psicanálise), na Universidade de Budapeste.
Publicação de “A técnica psicanalítica”, ponto de partida de uma reflexão aventurosa, original e que conduziu a uma ruptura com Freud e o movimento psicanalítico.
1921
Publicação de “Prolongamentos da técnica ativa em psicanálise”.
Em agosto, Ferenczi vai a “Baden-Baden conhecer Groddeck, que seria seu amigo por toda a vida”.
1922
Apresentação de “Thalassa: teoria da genitalidade”, no Congresso de Berlim.
1923
Publicação de uma série de observações clínicas, entre elas o “Sonho do bebê sábio”.
Freud é afetado por um câncer da mandíbula.
Groddeck publica o “Livro do isso”.
1924
Primeira edição de “Thalassa, ensaio sobre a teoria da genitalidade” .
Co-autor, com Otto Rank, de “Perspectivas da psicanálise”.
1926
70° aniversário de Freud.
Primeiro encontro com analistas de língua francesa.
Publicação de “Contra-indicações da técnica ativa”.
Abandono da “técnica ativa” em prol da “técnica de indulgência e relaxamento”
Publicação de “Fantasias gulliverianas”.
Viagem de conferências pelos Estados Unidos, onde alguns terapeutas, como Clara Thompson (1893-1958), grande amiga de Harry Stack Sullivan, o reconheceram logo como um clínico genial.
1927
Volta dos Estados Unidos por Londres.
Ano da fundação da Sociedade Psicanalítica de Paris.
1928
Conferência pública em Budapeste sobre “Elasticidade da técnica psicanalítica”.
Ferenczi reviu sua técnica ativa e elaborou uma nova, dita de relaxamento e indulgência: “Elasticidade da técnica ativa”.
1929
Publicação de “O filho mal recebido e sua pulsão de morte.”
Apresentação da conferência “Princípio de relaxamento e neocatarse”, no Congresso de Oxford.
1930
Publicação de “Princípio de relaxamento e neocatarse”.
Redação da primeira parte das “Notas e fragmentos”.
1931
Publicação do artigo "Análises de crianças com adultos".
Inauguração de uma policlínica psicanalítica em Budapeste.
Redação das Reflexões sobre o trauma.
1932
Começo do Diário clínico, onde conduziu a conceber a possibilidade de uma análise mútua.
Redação de Confusão de língua entre os adultos e a criança.
1933
Queima de livros "antialemães" nas fogueiras em Berlim.
Recusa a publicar Confusão de língua entre os adultos e a criança.
Aos 60 anos de idade, em 24 de maio, acontece o falecimento repentino de Sándor Ferenczi, em consequência de problemas respiratórios provocados por uma anemia perniciosa.